# Sezonul de Formula 1 din 2018
Campionatul Mondial de Formula 1 din 2018 a fost cel de-al 72-lea sezon al curselor auto pentru mașinile de Formula 1, recunoscut de organismul de conducere al sportului internațional, Federația Internațională de Automobilism, ca fiind competiția de cea mai înaltă clasă pentru mașinile de curse. A inclus cea de-a 69-a ediție a Campionatului Mondial al Piloților, și a 61-a ediție a Campionatului Mondial al Constructorilor. Sezonul a fost disputat pe parcursul a douăzeci și unu de curse, începând cu Marele Premiu al Australiei pe 25 martie și terminându-se cu Marele Premiu de la Abu Dhabi pe 25 noiembrie.
Lewis Hamilton a câștigat titlul mondial al piloților, al cincilea în total, iar echipa sa, Mercedes, a devenit campioana mondială la constructori, titlu pe care și l-au asigurat la Marele Premiu al Mexicului.
O revizuire a regulamentelor tehnice pentru campionatul din 2018 au dus la introducerea unui nou dispozitiv de protecție la cabina de pilotaj, denumit „halo”. Introducerea halo-ului în Formula 1 este prima etapă a unei lansări planificate, care va duce la adoptarea dispozitivul în toate competițiile patronate de FIA până în 2020.

## Piloții și echipele înscrise în campionat
Piloții și echipele următoare au fost incluse în sezonul din 2018 al campionatului. Echipele au concurat cu anvelopele furnizate de Pirelli.
| Imagine                       | Concurent                        | Constructor         | Unitate de putere      | Șasiu  | Piloți | Piloți                            | Piloți |
| Imagine                       | Concurent                        | Constructor         | Unitate de putere      | Șasiu  | Nr.    | Numele pilotului                  | Etape  |
| ----------------------------- | -------------------------------- | ------------------- | ---------------------- | ------ | ------ | --------------------------------- | ------ |
| Mercedes AMG F1 W09 EQ Power+ | Mercedes AMG Petronas Motorsport | Mercedes            | Mercedes M09 EQ Power+ | F1 W09 | 44 77  | Lewis Hamilton Valtteri Bottas    | Toate  |
| Ferrari SF71H                 | Scuderia Ferrari                 | Ferrari             | Ferrari 062 EVO        | SF71H  | 5 7    | Sebastian Vettel Kimi Räikkönen   | Toate  |
| Red Bull Racing RB14          | Aston Martin Red Bull Racing     | Red Bull Racing     | TAG Heuer              | RB14   | 3 33   | Daniel Ricciardo Max Verstappen   | Toate  |
| Force India VJM11             | Sahara Force India F1 Team       | Force India         | Mercedes M09 EQ Power+ | VJM11  | 11 31  | Sergio Pérez Esteban Ocon         | 1-12   |
| Williams FW41                 | Williams Martini Racing          | Williams            | Mercedes M09 EQ Power+ | FW41   | 18 35  | Lance Stroll Serghéi Sirótkin     | Toate  |
| Renault R.S.18                | Renault Sport Formula One Team   | Renault             | Renault R.E.18         | R.S.18 | 27 55  | Nico Hülkenberg Carlos Sainz Jr.  | Toate  |
| Scuderia Toro Rosso STR13     | Red Bull Toro Rosso Honda        | Scuderia Toro Rosso | Honda RA618H           | STR13  | 10 28  | Pierre Gasly Brendon Hartley      | Toate  |
| Haas VF-18                    | Haas F1 Team                     | Haas                | Ferrari 062 EVO        | VF-18  | 8 20   | Romain Grosjean Kevin Magnussen   | Toate  |
| McLaren MCL33                 | McLaren F1 Team                  | McLaren             | Renault R.E.18         | MCL33  | 2 14   | Stoffel Vandoorne Fernando Alonso | Toate  |
| Sauber C37                    | Alfa Romeo Sauber F1 Team        | Sauber              | Ferrari 062 EVO        | C37    | 9 16   | Marcus Ericsson Charles Leclerc   | Toate  |
|                               | Racing Point Force India F1 Team | Force India         | Mercedes M09 EQ Power+ | VJM11  | 11 31  | Sergio Pérez Esteban Ocon         | 13-21  |
| Surse:                        |                                  |                     |                        |        |        |                                   |        |

### Schimbări la piloți
Toro Rosso a semnat cu campionul din 2016 ale seriei GP2, Pierre Gasly, și cu dublul campionul mondial al Campionatului Mondial de Anduranță, Brendon Hartley, ca șoferi permanenți pentru anul 2018. Atât Gasly, cât și Hartley au debutat în Formula 1 în ultimele etape ale campionatului din 2017. Daniil Kveat a părăsit echipa și programul de pilotaj al Red Bull, semnând cu Ferrari  pentru echipa de dezvoltare.
Charles Leclerc, campionul en-titre al Formulei 2, a debutat pentru Sauber. Leclerc, care a pilotat anterior în sesiunile de practică de vineri în 2016 și 2017, a fost angajat de echipă pentru a-l înlocui pe Pascal Wehrlein. Wehrlein nu a reușit să obțină un loc ca pilot și a fost înscris ca unul dintre pilot de teste și de rezervă la Mercedes, timp în care participă la cursele din seria Deutsche Tourenwagen Masters.
Pilotul Williams, Felipe Massa, s-a retras din Formula 1 la finalul campionatului din 2017. Massa a fost înlocuit de fostul pilot de teste al Renault, Serghéi Sirótkin, care a debutat pentru echipă.

### Schimbări la echipe
McLaren și-a încheiat parteneriatul cu Honda și a semnat un acord de trei ani pentru motoare furnizate de Renault. Ca motiv pentru încheierea parteneriatului echipa a citat eșecul repetat al Honda de a furniza un motor fiabil și competitiv.
Toro Rosso s-a despărțit de Renault - permițând McLaren să încheie un acordul cu echipa franceză - și a ajuns la un acord cu Honda pentru utilizarea motoarelor sale. Ca parte a înțelegerii, Red Bull Racing a fost de acord să îl împrumute pe pilotul Toro Rosso, Carlos Sainz Jr., celor de la Renault
Sauber și-a reînnoit parteneriatul cu Ferrari, modernizându-și motoarele pentru a fi aliniate cu specificațiile curente după ce în 2017 a folosit motoare mai vechi.

## Calendar

Națiunile care au găzduit curse de Formula 1 în 2018 sunt arătate în verde. Națiunile care au găzduit curse de Formula 1 în trecut sunt arătate în gri închis

Cele 21 de Mari Premii care au făcut parte din Campionatul Mondial din 2018:
| 1.                                            | 2.                                                  | 3.                                                   | 4.                                             |
| --------------------------------------------- | --------------------------------------------------- | ---------------------------------------------------- | ---------------------------------------------- |
| Marele Premiu al Australiei 23-25 martie      | Marele Premiu al Bahrainului 6-8 aprilie            | Marele Premiu al Chinei 13-15 aprilie                | Marele Premiu al Azerbaidjanului 27-29 aprilie |
| Albert Park (S)                               | Bahrain (P)                                         | Shanghai (P)                                         | Baku (S)                                       |
| 5.                                            | 6.                                                  | 7.                                                   | 8.                                             |
| Marele Premiu al Spaniei 11-13 mai            | Marele Premiu al Principatului Monaco 24, 26-27 mai | Marele Premiu al Canadei 8-10 iunie                  | Marele Premiu al Franței 22-24 iunie           |
| Catalunya (P)                                 | Monaco (S)                                          | Gilles Villeneuve (S)                                | Paul Ricard (P)                                |
| 9.                                            | 10.                                                 | 11.                                                  | 12.                                            |
| Marele Premiu al Austriei 29 iun-1 iul        | Marele Premiu al Marii Britanii 6-8 iulie           | Marele Premiu al Germaniei 20-22 iulie               | Marele Premiu al Ungariei 27-29 iulie          |
| Red Bull Ring (P)                             | Silverstone (P)                                     | Hockenheimring (P)                                   | Hungaroring (P)                                |
| 13.                                           | 14.                                                 | 15.                                                  | 16.                                            |
| Marele Premiu al Belgiei 24-26 august         | Marele Premiu al Italiei 31 aug-2 sep               | Marele Premiu al statului Singapore 14-16 septembrie | Marele Premiu al Rusiei 28-30 septembrie       |
| Spa-Francorchamps (P)                         | Monza (P)                                           | Marina Bay (S)                                       | Soci (P)                                       |
| 17.                                           | 18.                                                 | 19.                                                  | 20.                                            |
| Marele Premiu al Japoniei 5-7 octombrie       | Marele Premiu al Statelor Unite 19-21 octombrie     | Marele Premiu al Mexicului 26-28 octombrie           | Marele Premiu al Braziliei 9-11 noiembrie      |
| Suzuka (P)                                    | Hermanos Rodríguez (P)                              | Americilor (P)                                       | Interlagos (P)                                 |
| 21.                                           |                                                     |                                                      |                                                |
| Marele Premiu de la Abu Dhabi 23-25 noiembrie |                                                     |                                                      |                                                |
| Yas Marina (P)                                |                                                     |                                                      |                                                |
| (P) - pistă; (S) - stradă. Surse:             |                                                     |                                                      |                                                |

### Modificări în calendar
Marele Premiu al Franței a revenit în calendar pentru prima dată din 2008. Cursa a revenit pe Circuitul Paul Ricard, care a găzduit ultima dată Marele Premiu al Franței din 1990, înainte ca evenimentul să se mute pe Circuitul Nevers Magny-Cours. Cursa s-a desfășurat luna iunie, iar Marele Premiu al Azerbaidjanului a fost mutat în aprilie pentru a se adapta schimbării și pentru a evita conflictul cu celebrarea centenarului republicii Azerbaidjan. Marele Premiu al Germaniei a revenit după o absență de un an, iar Hockenheimring a găzduit cursa.
Marele Premiu al Malaeziei, care a făcut parte din campionat din 1999 până în 2017, a fost scos din calendar. Marele Premiu al Rusiei a fost mutat din aprilie în septembrie, luând locul Marelui Premiu al Malaeziei.

## Pneuri
| MP     | HS | US | SS | S | M | H | SH |
| ------ | -- | -- | -- | - | - | - | -- |
| AUS    |    | X  | X  | X |   |   |    |
| BHR    |    |    | X  | X | X |   |    |
| CHN    |    | X  |    | X | X |   |    |
| AZE    |    | X  | X  | X |   |   |    |
| ESP    |    |    | X  | X | X |   |    |
| MON    | X  | X  | X  |   |   |   |    |
| CAN    | X  | X  | X  |   |   |   |    |
| FRA    |    | X  | X  | X |   |   |    |
| AUT    |    | X  | X  | X |   |   |    |
| GBR    |    |    |    | X | X | X |    |
| GER    |    | X  |    | X | X |   |    |
| HUN    |    | X  |    | X | X |   |    |
| BEL    |    |    | X  | X | X |   |    |
| ITA    |    |    | X  | X | X |   |    |
| SGP    | X  | X  |    | X |   |   |    |
| RUS    | X  | X  |    | X |   |   |    |
| JPN    |    |    | X  | X | X |   |    |
| USA    |    | X  | X  | X |   |   |    |
| MEX    | X  | X  | X  |   |   |   |    |
| BRA    |    |    | X  | X | X |   |    |
| ABU    | X  | X  | X  |   |   |   |    |
| Sursa: |    |    |    |   |   |   |    |

| Numele compusului | Pneu | Pneu | Condiții de rulare   | Aderență | Durabilitate |
| ----------------- | ---- | ---- | -------------------- | -------- | ------------ |
| Hypersoft         |      |      | Uscat                | 7        | 1            |
| Ultrasoft         |      |      | Uscat                | 6        | 2            |
| Supersoft         |      |      | Uscat                | 5        | 3            |
| Soft (Moale)      |      |      | Uscat                | 4        | 4            |
| Medium (Mediu)    |      |      | Uscat                | 3        | 5            |
| Hard (Dur)        |      |      | Uscat                | 2        | 6            |
| Superhard         |      |      | Uscat                | 1        | 7            |
| Intermediar       |      |      | Umed (Ploaie ușoară) | N/A      | N/A          |
| Umed              |      |      | Umed (Ploaie)        | N/A      | N/A          |
| Surse:            |      |      |                      |          |              |

Furnizorul de anvelope Pirelli a oferit echipelor doi compuși noi de anvelope în 2018. Fiecare dintre compușii din 2017 a fost făcut mai moale, o nouă anvelopă „hypersoft” devenind cea mai moale dintre cele nouă și o nouă anvelopă „superhard” fiind cea mai dură. Compusul hyersoft era marcat de un perete lateral roz, în timp ce cel superhard era portocaliu. Compusul dur, care anterior folosea marcaje portocalii, a fost schimbat în albastru ca gheața. Compusul hypersoft și-a făcut debutul la Marele Premiu al Principatului Monaco. Regulile care dictează ce anvelope sunt disponibile au fost relaxate pentru a permite Pirelli să furnizeze o gamă mai largă de compuși. Anterior, Pirelli trebuia să furnizeze compuși secvențiali; de exemplu, ultrasoft, supersoft și soft. În 2018, Pirelli a reușit să furnizeze compuși cu până la două trepte de diferență între ei; de exemplu, anvelopele ultrasoft, supersoft și dure. Pirelli trebuia să producă un compus suplimentar de anvelope care nu era destinat competiției. Această anvelopă urma să fie furnizată echipelor pentru a fi utilizată în evenimente demonstrative pentru a preveni echipele ca ele să folosească acele evenimente drept teste neoficiale – și ilegale.

## Rezultate și clasamente

### Marile Premii
| Etapa | Mare Premiu                | Pole position    | Cel mai rapid tur | Pilotul câștigător | Constructorul câștigător  | Raport | Lider | Lider |
| Etapa | Mare Premiu                | Pole position    | Cel mai rapid tur | Pilotul câștigător | Constructorul câștigător  | Raport | Pilot | Dif.  |
| ----- | -------------------------- | ---------------- | ----------------- | ------------------ | ------------------------- | ------ | ----- | ----- |
| 1     | MP al Australiei           | Lewis Hamilton   | Daniel Ricciardo  | Sebastian Vettel   | Ferrari                   | Raport | VET   | 7     |
| 2     | MP al Bahrainului          | Sebastian Vettel | Valtteri Bottas   | Sebastian Vettel   | Ferrari                   | Raport | VET   | 17    |
| 3     | MP al Chinei               | Sebastian Vettel | Daniel Ricciardo  | Daniel Ricciardo   | Red Bull Racing-TAG Heuer | Raport | VET   | 9     |
| 4     | MP al Azerbaidjanului      | Sebastian Vettel | Valtteri Bottas   | Lewis Hamilton     | Mercedes                  | Raport | HAM   | 4     |
| 5     | MP al Spaniei              | Lewis Hamilton   | Daniel Ricciardo  | Lewis Hamilton     | Mercedes                  | Raport | HAM   | 17    |
| 6     | MP al Principatului Monaco | Daniel Ricciardo | Max Verstappen    | Daniel Ricciardo   | Red Bull Racing-TAG Heuer | Raport | HAM   | 14    |
| 7     | MP al Canadei              | Sebastian Vettel | Daniel Ricciardo  | Sebastian Vettel   | Ferrari                   | Raport | VET   | 1     |
| 8     | MP al Franței              | Lewis Hamilton   | Valtteri Bottas   | Lewis Hamilton     | Mercedes                  | Raport | HAM   | 14    |
| 9     | MP al Austriei             | Valtteri Bottas  | Kimi Räikkönen    | Max Verstappen     | Red Bull Racing-TAG Heuer | Raport | VET   | 1     |
| 10    | MP al Marii Britanii       | Lewis Hamilton   | Sebastian Vettel  | Sebastian Vettel   | Ferrari                   | Raport | VET   | 8     |
| 11    | MP al Germaniei            | Sebastian Vettel | Lewis Hamilton    | Lewis Hamilton     | Mercedes                  | Raport | HAM   | 17    |
| 12    | MP al Ungariei             | Lewis Hamilton   | Daniel Ricciardo  | Lewis Hamilton     | Mercedes                  | Raport | HAM   | 24    |
| 13    | MP al Belgiei              | Lewis Hamilton   | Valtteri Bottas   | Sebastian Vettel   | Ferrari                   | Raport | HAM   | 17    |
| 14    | MP al Italiei              | Kimi Räikkönen   | Lewis Hamilton    | Lewis Hamilton     | Mercedes                  | Raport | HAM   | 30    |
| 15    | MP al statului Singapore   | Lewis Hamilton   | Kevin Magnussen   | Lewis Hamilton     | Mercedes                  | Raport | HAM   | 40    |
| 16    | MP al Rusiei               | Valtteri Bottas  | Valtteri Bottas   | Lewis Hamilton     | Mercedes                  | Raport | HAM   | 50    |
| 17    | MP al Japoniei             | Lewis Hamilton   | Sebastian Vettel  | Lewis Hamilton     | Mercedes                  | Raport | HAM   | 67    |
| 18    | MP al Statelor Unite       | Lewis Hamilton   | Lewis Hamilton    | Kimi Räikkönen     | Ferrari                   | Raport | HAM   | 70    |
| 19    | MP al Mexicului            | Daniel Ricciardo | Valtteri Bottas   | Max Verstappen     | Red Bull Racing-TAG Heuer | Raport | HAM   | 64    |
| 20    | MP al Braziliei            | Lewis Hamilton   | Valtteri Bottas   | Lewis Hamilton     | Mercedes                  | Raport | HAM   | 81    |
| 21    | MP de la Abu Dhabi         | Lewis Hamilton   | Sebastian Vettel  | Lewis Hamilton     | Mercedes                  | Raport | HAM   | 88    |

### Sistemul de punctaj
Punctele sunt acordate primilor zece piloți care au terminat în fiecare cursă, folosind următoarea structură:
| Loc    | 1  | 2  | 3  | 4  | 5  | 6 | 7 | 8 | 9 | 10 |
| Puncte | 25 | 18 | 15 | 12 | 10 | 8 | 6 | 4 | 2 | 1  |

Pentru a obține toate punctele, câștigătorul cursei trebuie să termine cel puțin 75% din distanța programată. Jumătate de puncte sunt acordate dacă câștigătorul cursei termină mai puțin de 75% din distanță, cu condiția terminării a cel puțin două tururi complete. În cazul de egalitate la încheierea campionatului, se folosește un sistem de numărătoare, cel mai bun rezultat fiind folosit pentru a decide clasamentul final.
Note
- ^1 - În cazul în care nu sunt încheiate două tururi complete, nu se acordă nici un punct și cursa este abandonată.
- ^2 - În cazul în care doi sau mai mulți piloți realizează același cel mai bun rezultat de un număr egal de ori, se va folosi următorul cel mai bun rezultat. Dacă doi sau mai mulți piloți vor avea un număr egal de rezultate de un număr egal de ori, FIA va nominaliza câștigătorul conform unor criterii pe care le va considera potrivite.

### Clasament Campionatul Mondial al Piloților
| Poz. | Pilot             | AUS | BHR | CHN | AZE  | SPA | MON | CAN | FRA | AUT | GBR | GER | UNG | BEL | ITA | SIN | RUS  | JAP | SUA  | MEX | BRA | ABU | Pct.   |
| Poz. | Pilot             |     |     |     |      |     |     |     |     |     |     |     |     |     |     |     |      |     |      |     |     |     | Pct.   |
| ---- | ----------------- | --- | --- | --- | ---- | --- | --- | --- | --- | --- | --- | --- | --- | --- | --- | --- | ---- | --- | ---- | --- | --- | --- | ------ |
| 1    | Lewis Hamilton    | 2P  | 3   | 4   | 1    | 1P  | 3   | 5   | 1P  | Ab  | 2P  | 1R  | 1P  | 2P  | 1R  | 1P  | 1    | 1P  | 3P R | 4   | 1P  | 1P  | 408    |
| 2    | Sebastian Vettel  | 1   | 1P  | 8P  | 4P   | 4   | 2   | 1P  | 5   | 3   | 1R  | AbP | 2   | 1   | 4   | 3   | 3    | 6R  | 4    | 2   | 6   | 2R  | 320    |
| 3    | Kimi Räikkönen    | 3   | Ab  | 3   | 2    | Ab  | 4   | 6   | 3   | 2R  | 3   | 3   | 3   | Ab  | 2P  | 5   | 4    | 5   | 1    | 3   | 3   | Ab  | 251    |
| 4    | Max Verstappen    | 6   | Ab  | 5   | Ab   | 3   | 9R  | 3R  | 2   | 1   | 15* | 4   | Ab  | 3   | 5   | 2   | 5    | 3   | 2    | 1   | 2   | 3   | 249    |
| 5    | Valtteri Bottas   | 8   | 2R  | 2   | 14*R | 2   | 5   | 2   | 7R  | AbP | 4   | 2   | 5   | 4R  | 3   | 4   | 2P R | 2   | 5    | 5R  | 5R  | 5   | 247    |
| 6    | Daniel Ricciardo  | 4R  | Ab  | 1R  | Ab   | 5R  | 1P  | 4   | 4   | Ab  | 5   | Ab  | 4R  | Ab  | Ab  | 6   | 6    | 4   | Ab   | AbP | 4   | 4   | 170    |
| 7    | Nico Hülkenberg   | 7   | 6   | 6   | Ab   | Ab  | 8   | 7   | 9   | Ab  | 6   | 5   | 12  | Ab  | 13  | 10  | 12   | Ab  | 6    | 6   | Ab  | Ab  | 69     |
| 8    | Sergio Pérez      | 11  | 16  | 12  | 3    | 9   | 12  | 14  | Ab  | 7   | 10  | 7   | 14  | 5   | 7   | 16  | 10   | 7   | 8    | Ab  | 10  | 8   | 62     |
| 9    | Kevin Magnussen   | Ab  | 5   | 10  | 13   | 6   | 13  | 13  | 6   | 5   | 9   | 11  | 7   | 8   | 16  | 18R | 8    | Ab  | DSC  | 15  | 9   | 10  | 56     |
| 10   | Carlos Sainz Jr.  | 10  | 11  | 9   | 5    | 7   | 10  | 8   | 8   | 12  | Ab  | 12  | 9   | 11  | 8   | 8   | 17   | 10  | 7    | Ab  | 12  | 6   | 53     |
| 11   | Fernando Alonso   | 5   | 7   | 7   | 7    | 8   | Ab  | Ab  | 16* | 8   | 8   | 16* | 8   | Ab  | Ab  | 7   | 14   | 14  | Ab   | Ab  | 17  | 11  | 50     |
| 12   | Esteban Ocon      | 12  | 10  | 11  | Ab   | Ab  | 6   | 9   | Ab  | 6   | 7   | 8   | 13  | 6   | 6   | Ab  | 9    | 9   | DSC  | 11  | 14  | Ab  | 49     |
| 13   | Charles Leclerc   | 13  | 12  | 19  | 6    | 10  | 18* | 10  | 10  | 9   | Ab  | 15  | Ab  | Ab  | 11  | 9   | 7    | Ab  | Ab   | 7   | 7   | 7   | 39     |
| 14   | Romain Grosjean   | Ab  | 13  | 17  | Ab   | Ab  | 15  | 12  | 11  | 4   | Ab  | 6   | 10  | 7   | DSC | 15  | 11   | 8   | Ab   | 16  | 8   | 9   | 37     |
| 15   | Pierre Gasly      | Ab  | 4   | 18  | 12   | Ab  | 7   | 11  | Ab  | 11  | 13  | 14  | 6   | 9   | 14  | 13  | Ab   | 11  | 12   | 10  | 13  | Ab  | 29     |
| 16   | Stoffel Vandoorne | 9   | 8   | 13  | 9    | Ab  | 14  | 16  | 12  | 15* | 11  | 13  | Ab  | 15  | 12  | 12  | 16   | 15  | 11   | 8   | 15  | 14  | 12     |
| 17   | Marcus Ericsson   | Ab  | 9   | 16  | 11   | 13  | 11  | 15  | 13  | 10  | Ab  | 9   | 15  | 10  | 15  | 11  | 13   | 12  | 10   | 9   | Ab  | Ab  | 9      |
| 18   | Lance Stroll      | 14  | 14  | 14  | 8    | 11  | 17  | Ab  | 17* | 14  | 12  | Ab  | 17  | 13  | 9   | 14  | 15   | 17  | 14   | 12  | 18  | 13  | 6      |
| 19   | Brendon Hartley   | 15  | 17  | 20* | 10   | 12  | 19* | Ab  | 14  | Ab  | Ab  | 10  | 11  | 14  | Ab  | 17  | Ab   | 13  | 9    | 14  | 11  | 12  | 4      |
| 20   | Serghéi Sirótkin  | Ab  | 15  | 15  | Ab   | 14  | 16  | 17  | 15  | 13  | 14  | Ab  | 16  | 12  | 10  | 19  | 18   | 16  | 13   | 13  | 16  | 15  | 1      |
| Poz. | Pilot             | AUS | BHR | CHN | AZE  | SPA | MON | CAN | FRA | AUT | GBR | GER | UNG | BEL | ITA | SIN | RUS  | JAP | SUA  | MEX | BRA | ABU | Puncte |

| Legendă      | Legendă                                                |
| Culoare      | Rezultat                                               |
| ------------ | ------------------------------------------------------ |
| Auriu        | Câștigător                                             |
| Argintiu     | Locul 2                                                |
| Bronz        | Locul 3                                                |
| Verde        | Alte locuri care punctează                             |
| Albastru     | Alte locuri                                            |
| Albastru     | Nu s-a clasat, dar a terminat cursa (NC)               |
| Purpuriu     | A abandonat cursa (Ab)                                 |
| Negru        | Descalificat (DSC)                                     |
| Alb          | Nu a luat startul (NS)                                 |
| Roșu         | Nu s-a calificat (NSC)                                 |
| Fără culoare | Retras înainte de calificări (Ret)                     |
| Fără culoare | Exclus (EX)                                            |
| Fără culoare | Nu a participat (celulă goală)                         |
| Adnotare     | Însemnătate                                            |
| P            | Pole position                                          |
| R            | Cel mai rapid tur                                      |
| *            | Nu a terminat, dar a parcurs mai mult de 90% din cursă |

### Clasament Campionatul Mondial al Constructorilor
| Poz. | Constructor               | AUS | BHR | CHN | AZE  | SPA | MON | CAN | FRA | AUT | GBR | GER | UNG | BEL | ITA | SIN | RUS  | JAP | SUA  | MEX | BRA | ABU | Pct.   |
| Poz. | Constructor               |     |     |     |      |     |     |     |     |     |     |     |     |     |     |     |      |     |      |     |     |     | Pct.   |
| ---- | ------------------------- | --- | --- | --- | ---- | --- | --- | --- | --- | --- | --- | --- | --- | --- | --- | --- | ---- | --- | ---- | --- | --- | --- | ------ |
| 1    | Mercedes                  | 2P  | 2R  | 2   | 1    | 1P  | 3   | 2   | 1P  | AbP | 2P  | 1R  | 1P  | 2P  | 1R  | 1P  | 1    | 1P  | 3P R | 4   | 1P  | 1P  | 655    |
| 1    | Mercedes                  | 8   | 3   | 4   | 14*R | 2   | 5   | 5   | 7R  | Ab  | 4   | 2   | 5   | 4R  | 3   | 4   | 2P R | 2   | 5    | 5R  | 5R  | 5R  | 655    |
| 2    | Ferrari                   | 1   | 1P  | 3   | 2    | 4   | 2   | 1P  | 3   | 2R  | 1R  | 3   | 2   | 1   | 2P  | 3   | 3    | 5   | 1    | 2   | 3   | 2   | 571    |
| 2    | Ferrari                   | 3   | Ab  | 8P  | 4P   | Ab  | 4   | 6   | 5   | 3   | 3   | AbP | 3   | Ab  | 4   | 5   | 4    | 6R  | 4    | 3   | 6   | Ab  | 571    |
| 3    | Red Bull Racing-TAG Heuer | 4R  | Ab  | 1R  | Ab   | 3   | 1P  | 3R  | 2   | 1   | 5   | 4   | 4R  | 3   | 5   | 2   | 5    | 3   | 2    | 1   | 2   | 3   | 419    |
| 3    | Red Bull Racing-TAG Heuer | 6   | Ab  | 5   | Ab   | 5R  | 9R  | 4   | 4   | Ab  | 15* | Ab  | Ab  | Ab  | Ab  | 6   | 6    | 4   | Ab   | AbP | 4   | 4   | 419    |
| 4    | Renault                   | 7   | 6   | 6   | 5    | 7   | 8   | 7   | 8   | 12  | 6   | 5   | 9   | 11  | 8   | 8   | 12   | 10  | 6    | 6   | 12  | 6   | 122    |
| 4    | Renault                   | 10  | 11  | 9   | Ab   | Ab  | 10  | 8   | 9   | Ab  | Ab  | 12  | 12  | Ab  | 13  | 10  | 17   | Ab  | 7    | Ab  | Ab  | Ab  | 122    |
| 5    | Haas-Ferrari              | Ab  | 5   | 10  | 13   | 6   | 13  | 12  | 6   | 4   | 9   | 6   | 7   | 7   | 16  | 15  | 8    | 8   | Ab   | 15  | 8   | 9   | 93     |
| 5    | Haas-Ferrari              | Ab  | 13  | 17  | Ab   | Ab  | 15  | 13  | 11  | 5   | Ab  | 11  | 10  | 8   | DSC | 18R | 11   | Ab  | DSC  | 16  | 9   | 10  | 93     |
| 6    | McLaren-Renault           | 5   | 7   | 7   | 7    | 8   | 14  | 16  | 12  | 8   | 8   | 13  | 8   | 15  | 12  | 7   | 14   | 14  | 11   | 8   | 15  | 11  | 62     |
| 6    | McLaren-Renault           | 9   | 8   | 13  | 9    | Ab  | Ab  | Ab  | 16* | 15* | 11  | 16* | Ab  | Ab  | Ab  | 12  | 16   | 15  | Ab   | Ab  | 17  | 14  | 62     |
| 7    | Force India-Mercedes      |     |     |     |      |     |     |     |     |     |     |     |     | 5   | 6   | 16  | 9    | 7   | 8    | 11  | 10  | 8   | 52     |
| 7    | Force India-Mercedes      | 6   | 7   | Ab  | 10   | 9   | DSC | Ab  | 14  | Ab  |     |     |     |     |     |     |      |     |      |     |     |     | 52     |
| 8    | Sauber-Ferrari            | 13  | 9   | 16  | 6    | 10  | 11  | 10  | 10  | 9   | Ab  | 9   | 15  | 10  | 11  | 9   | 7    | 12  | 10   | 7   | 7   | 7   | 48     |
| 8    | Sauber-Ferrari            | Ab  | 12  | 19  | 11   | 13  | 18* | 15  | 13  | 10  | Ab  | 15  | Ab  | Ab  | 15  | 11  | 13   | Ab  | Ab   | 9   | Ab  | Ab  | 48     |
| 9    | Scuderia Toro Rosso-Honda | 15  | 4   | 18  | 10   | 12  | 7   | 11  | 14  | 11  | 13  | 10  | 6   | 9   | 14  | 13  | Ab   | 11  | 9    | 10  | 11  | 12  | 33     |
| 9    | Scuderia Toro Rosso-Honda | Ab  | 17  | 20* | 12   | Ab  | 19* | Ab  | Ab  | Ab  | Ab  | 14  | 11  | 14  | Ab  | 17  | Ab   | 13  | 12   | 14  | 13  | Ab  | 33     |
| 10   | Williams-Mercedes         | 14  | 14  | 14  | 8    | 11  | 16  | 17  | 15  | 13  | 12  | Ab  | 16  | 12  | 9   | 14  | 15   | 16  | 13   | 12  | 16  | 13  | 7      |
| 10   | Williams-Mercedes         | Ab  | 15  | 15  | Ab   | 14  | 17  | Ab  | 17* | 14  | 14  | Ab  | 17  | 13  | 10  | 19  | 18   | 17  | 14   | 13  | 18  | 15  | 7      |
| EX   | Force India-Mercedes      | 11  | 10  | 11  | 3    | 9   | 6   | 9   | Ab  | 6   | 7   | 7   | 13  |     |     |     |      |     |      |     |     |     | 0 (59) |
| EX   | Force India-Mercedes      | 12  | 16  | 12  | Ab   | Ab  | 12  | 14  | Ab  | 7   | 10  | 8   | 14  |     |     |     |      |     |      |     |     |     | 0 (59) |
| Poz. | Constructor               | AUS | BHR | CHN | AZE  | SPA | MON | CAN | FRA | AUT | GBR | GER | UNG | BEL | ITA | SIN | RUS  | JAP | SUA  | MEX | BRA | ABU | Puncte |

| Legendă      | Legendă                                                |
| Culoare      | Rezultat                                               |
| ------------ | ------------------------------------------------------ |
| Auriu        | Câștigător                                             |
| Argintiu     | Locul 2                                                |
| Bronz        | Locul 3                                                |
| Verde        | Alte locuri care punctează                             |
| Albastru     | Alte locuri                                            |
| Albastru     | Nu s-a clasat, dar a terminat cursa (NC)               |
| Purpuriu     | A abandonat cursa (Ab)                                 |
| Negru        | Descalificat (DSC)                                     |
| Alb          | Nu a luat startul (NS)                                 |
| Roșu         | Nu s-a calificat (NSC)                                 |
| Fără culoare | Retras înainte de calificări (Ret)                     |
| Fără culoare | Exclus (EX)                                            |
| Fără culoare | Nu a participat (celulă goală)                         |
| Adnotare     | Însemnătate                                            |
| P            | Pole position                                          |
| R            | Cel mai rapid tur                                      |
| *            | Nu a terminat, dar a parcurs mai mult de 90% din cursă |

| Tabelul liderilor campionatului | Tabelul liderilor campionatului | Tabelul liderilor campionatului |
| MP                              | Liderul campionatului           | Dif.                            |
| ------------------------------- | ------------------------------- | ------------------------------- |
| AUS                             | Ferrari                         | 18                              |
| BHR                             | Ferrari                         | 10                              |
| CHN                             | Mercedes                        | 1                               |
| AZE                             | Ferrari                         | 4                               |
| ESP                             | Mercedes                        | 27                              |
| MON                             | Mercedes                        | 22                              |
| CAN                             | Mercedes                        | 17                              |
| FRA                             | Mercedes                        | 23                              |
| AUT                             | Ferrari                         | 10                              |
| GBR                             | Ferrari                         | 20                              |
| GER                             | Mercedes                        | 8                               |
| HUN                             | Mercedes                        | 10                              |
| BEL                             | Mercedes                        | 15                              |
| ITA                             | Mercedes                        | 25                              |
| SGP                             | Mercedes                        | 37                              |
| RUS                             | Mercedes                        | 53                              |
| JPN                             | Mercedes                        | 78                              |
| USA                             | Mercedes                        | 66                              |
| MEX                             | Mercedes                        | 55                              |
| BRA                             | Mercedes                        | 67                              |
| ABU                             | Mercedes                        | 84                              |

Note:
- Pozițiile sunt sortate după cel mai bun rezultat, rândurile nefiind legate de piloți. În caz de egalitate de puncte, cele mai bune poziții obținute au determinat rezultatul.